# سید ابوفاضل رضوی اردکانی
سید ابوفاضل رضوی اردکانی (زاده ۱۳۲۸ در اردکان) امام جمعه موقت شیراز و مؤسس و سرپرست مدرسه علمیه اهل البیت شیراز است.
وی نماینده مردم سپیدان در مجالس دورهای اول، چهارم و پنجم شورای اسلامی بود.

## تولد و تحصیلات
سید ابوفاضل رضوی اردکانی فرزند سید جلال متولد سال ۱۳۲۸ در اردکان فارس (سپیدان) بوده و همانند پدرش دارای تحصیلات حوزوی است. او تحصیلات ابتدایی را در اردکان به اتمام رسانیده و سپس تحصیلات حوزوی خود را در شیراز و قم نزد اساتیدی چون محمدعلی موحد، موسوی تبریزی، موسوی اردبیلی، شب زنده دار جهرمی، فاضل لنکرانی، نوری همدانی، و جواد تبریزی سپری کرد.

## فعالیت‌های سیاسی و اجرایی
رضوی اردکانی در دوره‌های اول و چهارم و پنجم توانست به مجلس شورای اسلامی راه یابد. او همچنین به عنوان رایزن فرهنگی مدتی در کویت مشغول به خدمت بود و در حال حاضر امام جمعه موقت شیراز می‌باشد.